# Октроювання
Октроюва́ння (франц. octroyer — дарувати, жалувати, від лат. auctor — поручитель, гарант) — одноосібний акт, у результаті якого монарх фіксує або змінює державний лад, умови здійснення політичної влади. Здебільшого це виявляється у «даруванні» народові конституції чи конституційних актів шляхом відповідного волевиявлення монарха.
Поряд з традиційними способами прийняття конституції, такими як прийняття конституції парламентом або на референдумі, існує прийняття конституції чинним главою держави — монархом, президентом чи дарування конституції колонії, залежної території метрополією. Такий спосіб і називається октроюванням. Вперше октроювання було застосовано у Франції: 4 червня 1814 набрала чинності «Хартія 1814 року», октройовану королем Людовіком XVIII; вона являла собою розвиток конституції 6 квітня 1814.